# Одоре, Ник
Никодемус «Ник» Одоре (англ. Nicodemus "Nick" Odore; род. 24 февраля 1965, Найроби) — кенийский боксёр, представитель полусредних весовых категорий. Выступал за национальную сборную Кении по боксу в конце 1980-х — начале 1990-х годов, серебряный призёр Игр Содружества, участник летних Олимпийских игр в Барселоне. В 1996—1997 годах боксировал также на профессиональном уровне.

## Биография
Ник Одоре родился 24 февраля 1965 года в Найроби, Кения.

### Любительская карьера
Впервые заявил о себе в боксе на взрослом международном уровне в сезоне 1989 года, когда вошёл в основной состав кенийской национальной сборной и выступил на Кубке короля в Бангкоке, где дошёл до четвертьфинала первой полусредней весовой категории — был остановлен датчанином Сёреном Сённергором. Также в этом сезоне принял участие в матчевой встрече со сборной Канады в Найроби, выиграв единогласным решением судей у канадского боксёра Марка Ледюка.
В 1990 году побывал на Играх Содружества в Окленде, откуда привёз награду серебряного достоинства, выигранную в первом полусреднем весе — в решающем финальном поединке раздельным решением уступил шотландцу Чарли Кейну.
Благодаря череде удачных выступлений удостоился права защищать честь страны на летних Олимпийских играх 1992 года в Барселоне. В стартовом поединке категории до 67 кг благополучно прошёл венесуэльца Хосе Гусмана, но затем в 1/8 финала со счётом 10:13 потерпел поражение от тайца Аркхома Чэнлая и выбыл из борьбы за медали.

### Профессиональная карьера
Покинув расположение кенийской сборной, в 1996—1997 годах Одоре провёл три профессиональных поединка на территории Великобритании. В первых двух случаях стал победителем, однако в третьем бою потерпел поражение нокаутом в пятом раунде от непобеждённого представителя Намибии Гарри Саймона (13-0).